# Mickey Melchiondo
Mickey Melchiondo es un músico estadounidense, conocido por ser guitarrista (y ocasionalmente vocalista) de la banda de rock Ween, con la que utiliza el seudónimo de Dean Ween (a veces también es llamado Deaner). Melchiondo también forma parte de otro grupo llamado Moistboyz, con el que también utiliza un nombre artístico, Mickey Moist.

## Biografía
Michael Melchiondo, Jr. nació el 25 de septiembre de 1970 en New Hope, Pensilvania, una ciudad rural cercana a Nueva Jersey, en el seno de una familia de origen italiano que se dedicaba al negocio de la venta de automóviles usados. Desde joven sintió un interés por la música, en especial por artistas de country como Hank Williams, Jr., Merle Haggard, y Waylon Jennings, además de artistas como los Beatles y la Bonzo Dog Doo-Dah Band. A los 13 años comenzó a tocar la batería, antes de aprender a tocar la guitarra, e intentó obtener una licencia de la FCC para tener un programa radial. Además creó su propia revista sobre música, titulada Yuck. A los 14 años conoció en una clase de mecanografía a Aaron Freeman (Gene Ween) con quien conformaría inmediatamente el dúo Ween, adoptando el nombre de Dean Ween. Desde entonces el dúo editó una gran cantidad de álbumes y siguen trabajando juntos hasta la actualidad. Dean también participó en Synthetic Socks, un trabajo solista de Freeman. A mediados de los años 90 Melchiondo comenzó otro proyecto llamado Moistboyz junto a su amigo Guy Heller, adoptando el nombre de Mickey Moist (mientras que Heller utiliza el de Dickie Moist). 
Melchiondo ha participado en dos proyectos de su amigo Joshua Homme: tocó la guitarra en tres canciones de Songs for the Deaf de Queens Of The Stone Age y ha contribuido con Desert Sessions. También tocó en trabajos solistas de Mark Lanegan, y trabajó con el grupo Sound of Urchin.
Algunos de sus guitarristas favoritos incluyen a Jimi Hendrix, Jimmy Page, Eddie Hazel, Santana y Prince. Su álbum favorito es There's a Riot Goin' On' de Sly & The Family Stone. Melchiondo considera a artistas como Prince, The Beatles y los Butthole Surfers como algunas de sus principales influencias, además de Jimi Hendrix, Miles Davis y diversas bandas de punk como The Clash, Dead Kennedys y los Sex Pistols.

## Vida personal
En 1996 Melchiondo se casó con su novia, Michelle Ellis, a quien conoció cuando trabajaba en una estación de servicio de New Hope. La pareja tiene un hijo que nació en diciembre de 2000. Melchiondo es un aficionado de los deportes (en especial del golf) y tiene un sitio web llamado Brownie Troop Fishing Show en el que transmite videos de uno de sus pasatiempos, la pesca. También ha pasado mucho tiempo manteniéndose en contacto con los fanes de Ween a través de internet, y contribuyendo con el sitio oficial del grupo.